# Frijoles refritos

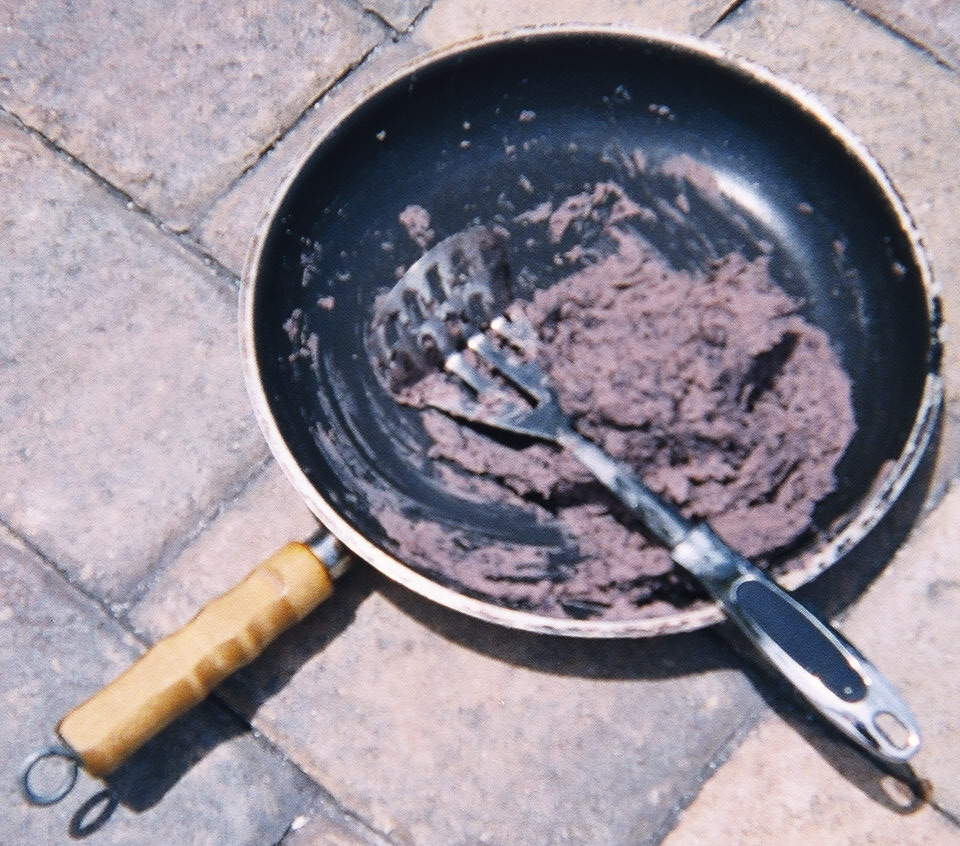
Frijoles refritos.

Les frijoles refritos (« haricots frits », en espagnol) sont un des plats de base de la cuisine mexicaine et de la cuisine tex-mex. Ils se préparent avec des grains de haricots secs (selon les régions : haricots noirs, rouges, blancs, pintos, pinquitos), cuits puis réduits en une purée salée, condimentée et additionnée d'oignon émincé et d'ail. Cette purée est ensuite frite dans une poêle avec de l'huile ou du saindoux.
Les frijoles refritos ont une consistance dense et servent de garniture à différents plats populaires accompagnés de tortillas. Ils sont un ingrédient essentiel des tacos, tostadas, tlacoyos, molletes, sopes et huaraches (en).